# Echoes, silence, patience & grace
Echoes, silence, patience and grace is het zesde studioalbum van de Foo Fighters.
Het werd uitgebracht op dinsdag 25 september 2007. Van dit album zijn 3 singles uitgebracht: The pretender, Long road to ruin en Cheer up, boys (your make up is running).
Dit album won in 2008 de Grammy Award in de categorie "Best Rock Album", het nummer The pretender won een prijs in de categorie "Best Hard Rock Performance". Het album was overigens ook genomineerd voor "Album of the Year", maar deze prijs ging uiteindelijk naar Herbie Hancocks River: The Joni Letters. Ook bij de Brit Awards won het album een prijs voor "Best International Album".
In het Verenigd Koninkrijk, Canada, Australië, Nieuw-Zeeland en de Billboard Hard Rock Albums Chart behaalde het album de nummer 1-positie. In Nederland bleef het album steken op de 6e plaats in de Album Top 100.

## Tracklist
Alle liedjes zijn gecomponeerd door The Foo Fighters.
1. The Pretender – 4:29
2. Let it die – 4:05
3. Erase/replace – 4:12
4. Long road to ruin – 3:44
5. Come alive – 5:10
6. Stranger things have happened – 5:20
7. Cheer up, boys (your make up is running) – 3:40
8. Summer's end – 4:37
9. Ballad of the beaconsfield miners – 2:31
10. Statues – 3:47
11. But, honestly – 4:35
12. Home – 4:52

Met:
- Drew Hester, percussie op nr. 2, 4, 5, 7, 8
- Rami Jaffee, keyboards op nr. 2, 3, 4, 5, 11 en accordeon op 10
- Pat Smear, elektrische gitaar op nr. 2
- Kaki King, akoestische gitaar op nr. 9
- Brantley Kearns jr., fiddle op nr. 10.